# Nya Zeelands damlandslag i vattenpolo
Nya Zeelands damlandslag i vattenpolo (engelska: New Zealand women's national water polo team) representerar Nya Zeeland i vattenpolo på damsidan. Laget slutade på sjunde plats i världsmästerskapet 1991.

## Resultat

### Världsmästerskap
- 1991 – 7:e
- 1994 – 10:e
- 1998 – 11:e
- 2001 – 12:e
- 2005 – 12:e
- 2007 – 12:e
- 2009 – 12:e
- 2011 – 12:e
- 2013 – 12:e
- 2015 – 13:e

### Fotnoter
1. ↑  Todor Krastev. ”Women Water Polo World Championship 1991 Perth (AUS) - 05.-11.11 Winner Netherlands” (på engelska). Sport Statistics. Arkiverad från originalet den 15 juli 2015. https://web.archive.org/web/20150715234521/http://www.todor66.com/Water_Polo/World/Women_1991.html. Läst 4 augusti 2015.